# Des Knaben Wunderhorn

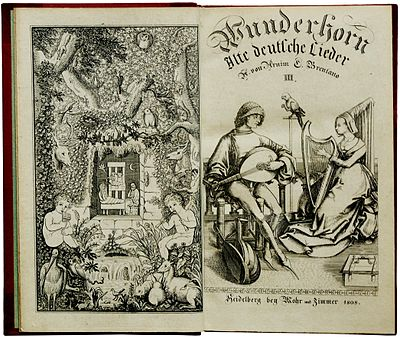
Des Knaben Wunderhorn III (1808)

Des Knaben Wunderhorn: Alte deutsche Lieder är en samling tyska folkvisor som åren 1806–1808 utgavs i tre band av Achim von Arnim och Clemens Brentano.